# Shu Meisheng
Shu Meisheng (chinesisch 林俊義, Höflichkeitsname Shihan; * 5. Januar 1922 in Yongxiu, Jiangxi; † unbekannt) war Diplomat der Republik China (Taiwan).
Shu Meisheng absolvierte die Fakultät für Rechts- und Politikwissenschaften der Zentralen Politischen Schule der Universität von Paris. Er diente als Kompanieausbilder in der 202. Division der Jugendarmee. Seit 1953 war er nacheinander Direktor und Attaché der Botschaft der Republik China in Frankreich, Leiter der ersten Abteilung der Vertragsabteilung des Außenministeriums, Sonderkommissar des Außenministeriums und stellvertretender Direktor der Vertragsabteilung. Seit 1963 ist er Berater der Vertretung der Republik China bei den Vereinten Nationen. 1971 wurde er zum Botschafter der Republik China in Gambia ernannt. Nach seiner Rückkehr nach Taiwan im Jahr 1975 war er Generaldirektor der Abteilung für Westasien des Außenministeriums. Seit dem folgenden Jahr ist er Direktor des Büros des Far East Trade Center in Griechenland und Direktor des Zhongshan Cultural Center in Belgien (später umbenannt in Vertreter des Wirtschafts- und Kulturbüros von Taipeh in Belgien).